# Bia (serie de televisión)
Bia (estilizado como BIA) es una serie de televisión de Drama Musical argentina, creada por Marina Efron, Carmen López-Areal y Jorge Edelstein. Fue transmitida desde el 24 de junio de 2019 por Disney Channel. Es la tercera producción original de Disney Channel Latinoamérica, después de Violetta (2012-2015) y Soy Luna (2016-2018),y la cuarta telenovela musical después de inaugurarse el género en el canal con Patito Feo (2007-2011). Fue producida por Disney Channel Latinoamérica, Pegsa Group S.A. y Non Stop Digital S.A., en coproducción con Disney Channel EMEA.
Está protagonizada por un elenco multinacional liderado por Isabela Souza, Julio Peña, Gabriella Di Grecco, Fernando Dente, Andrea de Alba y Guido Messina.
El primer teaser de la serie fue lanzado el 17 de agosto de 2018. El 24 de marzo de 2019 se lanzó el tráiler de la primera temporada, cuyo estreno fue el 24 de junio de 2019. El 8 de noviembre del mismo año, salió al aire el último episodio, tras 60 episodios transmitidos.
El 10 de octubre de 2019, se confirmó que la serie ha sido renovada para una segunda temporada, la cual fue estrenada el 16 de marzo de 2020, y culminó el 24 de julio de dicho año.
En noviembre de 2020, se anunció oficialmente un episodio especial titulado Bia: Un mundo al revés. Fue estrenado el 19 de febrero de 2021 en Disney+ de forma exclusiva. En febrero de 2021, se confirmó el lanzamiento del detrás de cámaras del especial, llamado Bia: un mundo al revés (Making of), el cual tuvo lugar el día 5 de marzo del mismo año.

## Sinopsis
Bia, pseudónimo de Beatriz Urquiza (Isabela Souza), una joven brasileña-argentina bondadosa y espontánea que ama la música y el dibujo. Cuando era solo una niña, Beatriz "Bia" amaba cantar junto a su hermana Helena (Gabriella Di Grecco) que cantaba y era compositora; pero Helena falleció por culpa de un accidente de tránsito, o eso es lo que todos creen, ya que nunca se encontró su cuerpo. Bia y su familia sufrieron por muchos años, ella guardó su amor por la música con el fin de conservar intacto el vínculo especial que tenía con su hermana. Pero, con el paso del tiempo y con el apoyo de sus amigos, Bia estará a punto de regresar al mundo de la música para continuar con el legado de su hermana Helena.

## Episodios
| Temporada | Temporada                         | Episodios                         | Episodios                         | Emisión original      | Emisión original       |
| Temporada | Temporada                         | Episodios                         | Episodios                         | Primera emisión       | Última emisión         |
| --------- | --------------------------------- | --------------------------------- | --------------------------------- | --------------------- | ---------------------- |
|           | 1                                 | 60                                | 60                                | 24 de junio de 2019   | 8 de noviembre de 2019 |
|           | 2                                 | 60                                | 60                                | 16 de marzo de 2020   | 24 de julio de 2020    |
|           | Bia: Un mundo al revés            | Bia: Un mundo al revés            | Bia: Un mundo al revés            | 19 de febrero de 2021 | 19 de febrero de 2021  |
|           | Bia: Un mundo al revés: Making Of | Bia: Un mundo al revés: Making Of | Bia: Un mundo al revés: Making Of | 5 de marzo de 2021    | 5 de marzo de 2021     |

## Reparto

### Principales
- Isabela Souza como Beatriz "Bia" Urquiza, una joven creativa, proactiva, ingeniosa y con un talento natural para dibujar, Bia aprovecha cada oportunidad para expresarse a través de sus dibujos y compartir sus creaciones en las redes sociales.
- Julio Peña como Manuel Gutiérrez Quemola, el primo español sensible y creativo de Alex y Victor. Ayuda a Alex a crear sus videos, pero su verdadera pasión es la música y aprendió a tocar el piano. Se enamora de Bia, después de escucharla cantar.
- Gabriella Di Grecco como Helena Urquiza, es la hermana mayor de Bia. Luego de un accidente automovilístico, Helena desaparece de la vida de su familia, y toma una nueva identidad, la de Ana da Silvo.
- Fernando Dente como Víctor Gutiérrez, es el hermano mayor de Alex. Debido a un accidente automovilístico, está en una silla de ruedas, y aunque han pasado 10 años desde el accidente, nunca ha podido recuperarse emocionalmente de la pérdida de su hermano Lucas y su novia Helena.
- Andrea de Alba como Carmín Laguardia, es una de los influencers más importantes de LAIX, la red webstars más conocida, es una verdadera estrella en el mundo digital, en su canal "So Carmín". Al final de la primera temporada, Carmín recapacita y toma una actitud diferente. A inicios de la segunda temporada, se une al FUNDOM, y se hace amiga de todos.
- Guido Messina  como Alex Gutiérrez, un joven seductor, egocéntrico y ambicioso. Su mayor deseo es alcanzar una gran popularidad como la estrella número uno de los canales de video.
- Agustina Palma como Celeste Quinterro, es una joven responsable, intelectual, analítica y centrada, Celeste es una de las mejores amigas de Bia.
- Giulia Guerrini como Chiara Callegri, junto a Celeste, es una de las mejores amigas de Bia. Su espíritu libre la lleva a disfrutar plenamente del presente, pero generalmente la mete en problemas cuando se trata de cumplir con los horarios y seguir las reglas.
- Daniela Trujillo como Isabel «Pixie» Ocaranta, es una joven experta en lo digital y es la encargada del FUNDOM, cumple su función con gran responsabilidad y eficiencia. Tranquila y observadora, ella rompe los estereotipos de género a través de su apariencia.
- Micaela Díaz como Daisy Durant, es una bailarina talentosa que toma el ritmo en su sangre. Disfruta creando videos de baile y coreografías. Es una inveterada romántica, además de verbosa y muy fantasiosa; admiradora de Jhon Caballero.
- Julia Argüelles como Mara Morales, es la asistente personal de Carmín y la ayuda a producir sus videos. Cuidadosa, metódica y obediente, cumple con cada uno de tus caprichos, pero en el fondo esconde una personalidad peligrosa, calculadora y estratégica.
- Alan Madanes como Pietro Benedetto, es un estudiante de derecho, pero sus pasiones son la gastronomía y el humor. Siempre tiene un comentario astuto o una ingeniosa broma de ácido bajo la manga.
- Rhener Freitas como Thiago Kunst, es un joven deportista, muy activo y perseverante. Sus pasatiempos principales incluyen jugar baloncesto y tocar la guitarra. Después de la muerte de su madre, Thiago necesita un nuevo comienzo y decide mudarse a Buenos Aires para formar parte de la Residencia Kunst.
- Rodrigo Rumi como Marcos Golden, es el CEO ambicioso y sin escrúpulos de LAIX, la red más popular de estrellas web. Fresco, despótico, moderno y un poco excéntrico, Marcos es un adolescente eterno al que le encanta la comida chatarra, la diversión instantánea y el consumo indiscriminado.
- Esteban Velásquez como Guillermo Ruiz, es la mano derecha de Marcos en LAIX, se somete constantemente al maltrato y la humillación de su jefe. Está enamorado de Mara, la asistente de Carmín.
- Luis Giraldo como Jhon Caballero (temporada 1), es un joven muy genial que, a primera vista, parece superficial y egoísta, pero puede ser muy cautivador y encantador cuando deja de lado su fachada ganadora. Siempre dice lo que piensa, sin pensar primero en sus consecuencias.
- Valentina González como Aillén, es una experta en redes sociales. No hay datos, noticias, hashtag, eventos o personas influyentes que ella no conozca.
- Jandino como él mismo, es un reconocido cantante y compositor. Está muy concentrado en su carrera profesional y encuentra en la web un vehículo para dar a conocer su música.
- Sergio Surraco como Antonio Gutiérrez, es el padre de Víctor, Lucas y Alex. Parece ser la figura conciliadora de la familia Gutiérrez, pero en el fondo esconde terribles secretos y manipula a sus seres queridos para encubrirlo. Está dispuesto a hacer todo para que sus mentiras no sean reveladas.
- Estela Ribeiro como Alice Urquiza, es la madre de Bia y Helena. A diferencia de Mariano, Alice recuerda a diario que su hija Helena expresa constantemente el dolor que siente. Integral, amigable y sensible, tiene una muy buena relación con Bia y sus amigos. Ella es psicóloga.
- Alejandro Botto como Mariano Urquiza, es el padre de Bia y Helena. A pesar de su buen corazón, le resulta difícil expresar sus sentimientos, especialmente el dolor que siente por la ausencia de Helena. Es un arquitecto muy exitoso.
- Mariela Pizzo como Paula Gutiérrez, es la madre de Víctor, Lucas y Alex. Desde el accidente de Víctor, se ha dedicado exclusivamente al cuidado de su hijo. No puede dejar atrás el sufrimiento pasado y esto la ha convertido en una persona frustrada y rencorosa.
- André Lamoglia como Luan (temporada 2), un joven alegre y antiguo amigo de Thiago, que llega a descubrir el secreto de Ana. Está enamorado de Pixie, sin embargo, descubre que es su rival en el mundo gamer.

### Secundarios e invitados
- Florencia Tassara como Beatriz "Bia" Urquiza (temporadas 1 y 2), aparece en fotos, y recuerdos de Helena y de la misma Bia.
- Katja Martínez como Jazmín Carbajal (temporada 1), una de las fundadoras del FUNDOM. Debido a la maternidad y nacimiento del bebé de Martínez, esto le impidió seguir en las grabaciones de la segunda temporada.[15][16]
- Sebastián Sinnott como Charly (temporadas 1 y 2), uno de los residentes de la Residencia Kunst, juega al basketball.
- Santiago Sapag como Milo (temporadas 1 y 2), uno de los residentes de la Residencia Kunst, estudia Fashion Style.
- Simón Tobías como Hugo Landa "Indy House" (temporadas 1 y 2), uno de los residentes de la Residencia Kunst, le gusta bailar.
- Nicolás Domini como Lucas Gutiérrez (temporadas 1 y 2), el hermano fallecido de Victor y Alex.
- Mirela Payret como Lucía Gutiérrez (temporadas 1-2), la madre de Manuel y antigua amante de Antonio.
- Facundo Gambandé como Marcelo (temporadas 1 y 2), amigo de Victor y antiguo miembro de MoonDust, él cual salió antes del accidente.
- Camila Vaccarini como Valeria (temporada 1 y 2), fan de Alex.
- Ana Waisbein como Julia (temporada 1), fan del FUNDOM y amiga de Valeria y Aillen.
- Ana Carolina Valsagna como Florencia (temporada 1), la psicóloga de Celeste.
- Mariano Muente como Claudio (temporada 1), primo de Antonio.
- Jimena González como Antonia Svetonia (temporada 1), jurado de FestiRitmo y bailarina reconocida internacionalmente. Es admirada por Daisy.
- Sebatián Holz como Silvio (temporada 1), jurado de FestiRitmo.
- Daniela Améndola como Chloe (temporada 1), participante de FestiRitmo.
- Lourdes Mancilla como Camila (temporada 1), estrella falsa de Laix.
- Nicole Luis como Soledad (temporadas 1 y 2), una chica que comienza a vivir en la Residencia Kunst y se interesa por Thiago. En realidad, ella trabaja para Alana, la madrastra de Thiago, que tiene la intención de quitarle su residencia.
- Mariana Redi como Luciana (temporadas 1 y 2), una entrenadora de basket.
- Neira Mariel como Uma (temporadas 1 y 2), una hacker experta contratada por Marcos Golden para hackear la red de FUNDOM.
- Ximena Palomino como Olivia (temporada 1).
- Malena Ratner como Delfina "Delfi" Alzamendi (temporada 2), la delegada como nueva encargada del FUNDOM por Jazmín en su ausencia.
- Maximiliano Sarramone como Juan (temporada 2), propietario del Jukebox Café.
- Alfonso Burgos como Julián (temporada 2), jugador de basket y amigo de Victor.
- Macarena Suárez como Trish (temporada 2), tiene un podcast en el cual da consejos. Es admirada por Celeste.
- Hylka Maria como Alana (temporada 2), la madrastra de Thiago. Llega para quitarle su residencia.
- Felipe González Otaño	como Zeta Benedetto (temporada 2), el primo de Pietro.
- Leo Trento como Carlos Benedetto (temporada 2), el tío de Pietro y el padre de Zeta. Trento también interpreta a Pietro Benedetto Sr., el padre de Pietro y el tío de Zeta.
- Robbie Newborn como Rubén (temporada 2), arquitecto.
- Julia Zenko como una adivina (temporada 2).

### Participaciones especiales
- Sebastián Villalobos como él mismo (temporadas 1 y 2), uno de los fundadores del FUNDOM.[17]
- Kevsho como él mismo (temporadas 1 y 2), otro de los fundadores del FUNDOM.
- Facu Rodríguez Casal como él mismo (temporadas 1 y 2)
- Connie Isla como ella misma (temporada 1)
- Gian Pablo "Giian Pa" como él mismo (temporada 1)
- Mario Ruíz como él mismo (temporada 1), es invitado a LAIX para colaborar con Jhon.[18]
- Daniela Calle y María José Garzón "Poché" como ellas mismas (temporadas 1 y 2), son invitadas al FUNDOM.[19]
- Clara Marz como ella misma (temporada 2)
- Agustín Bernasconi como él mismo (temporada 2)
- Maxi Espindola como él mismo (temporada 2)
- Paula Etxeberria y Aitana Exteberria como ellas mismas (temporada 2)[20]
- Paula Galindo "Pautips" como ella misma (temporada 2), es invitada a LAIX para colaborar con Mara.

## Producción
El rodaje de la serie se confirmó el 17 de agosto de 2018. Es producida por Pegsa y Non Stop para Disney Channel Latinoamérica y realizada en colaboración con Disney Channel EMEA. Está dirigida por Jorge Bechara y Daniel De Felippo. El elenco de la primera temporada se dio a conocer el 23 de agosto de 2018.
El rodaje de la segunda temporada se confirmó el 10 de octubre de 2019, habiendo empezado mucho antes, y finalizó el 30 de octubre del mismo año.
El primer adelanto fue publicado el 31 de diciembre de 2018 y el primer tráiler de la serie fue publicado el 24 de marzo de 2019 por Disney Channel Latinoamérica en su cuenta oficial de Youtube. El 27 de marzo, la cadena lanzó un segundo tráiler en su cuenta oficial de Instagram.
El segundo adelanto se publicó el 23 de abril de 2019.

## Giras

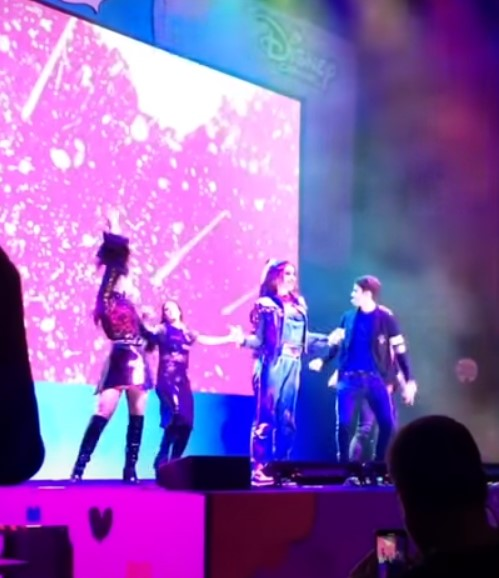
Tour de prensa de la serie en 2019.

A mediados de 2019, antes del estreno, el elenco de la serie dio una gira de prensa para la promoción de la misma. El tour de prensa pasó por Argentina, Brasil, México, Chile y Colombia, y fueron eventos privados con invitados, entrevistas, canciones y Meet & greets.
El mismo año fue confirmado el Bia Live Tour, gira internacional por Latinoamérica. Fueron previstas fechas de conciertos desde el mes de marzo de 2020 en países como Argentina, Panamá, Perú, México, Colombia, Brasil, entre otros. Finalmente, debido a la llegada de la Pandemia de COVID-19 al continente, los shows fueron primeramente postergados, y luego cancelados.

## Bia: Un mundo al revés
Bia: Un mundo al revés fue un episodio especial de televisión web de 95 minutos de duración creado exclusivamente para la plataforma Disney+, y estrenado el 19 de febrero de 2021.
La trama del especial presenta un universo imaginario opuesto a la historia presentada en la serie. Los personajes tienen una personalidad completamente distinta y se les interponen conflictos, trampas e intrigas que alteran sus vidas. Contó con una banda sonora con 6 canciones y un detrás de escenas titulado "Bia: Un mundo al revés (Making of)", cuyo lanzamiento tuvo lugar el día 5 de marzo del mismo año.

## Discografía
- Así yo soy (2019)
- Si vuelvo a nacer (2019)
- Grita (2020)
- Un mundo al revés (2021)

## Premios y nominaciones
| Año  | Premio                         | Categoría                                     | Destinario             | Resultado |
| ---- | ------------------------------ | --------------------------------------------- | ---------------------- | --------- |
| 2019 | Produ Awards                   | Mejor serie infantil juvenil                  | Bia                    | Nominados |
| 2019 | Billboard                      | Best Ibero-American Musical Series            | Bia                    | Ganadores |
| 2019 | Meus Prêmios Nick              | Favorite TV Show                              | Bia                    | Nominados |
| 2019 | Meus Prêmios Nick              | Artista de TV Feminina                        | Isabela Souza          | Nominada  |
| 2019 | Tú Awards                      | Actriz Favorita                               | Isabela Souza          | Nominada  |
| 2019 | Tú Awards                      | Actor Favorito                                | Julio Peña             | Nominado  |
| 2020 | Meus Prêmios Nick              | Favorite Tv Show                              | Bia                    | Ganadores |
| 2020 | Premios Gardel                 | Mejor álbum infantil                          | Así yo soy             | Nominados |
| 2020 | Premios Gardel                 | Mejor álbum banda de sonido cine / televisión | Así yo soy             | Nominados |
| 2020 | Kids' Choice Awards México     | Actriz favorita                               | Isabela Souza          | Ganadora  |
| 2020 | Kids' Choice Awards México     | Actor favorito                                | Julio Peña             | Nominado  |
| 2020 | Kids' Choice Awards México     | Show Favorito                                 | Bia                    | Nominados |
| 2020 | Produ Awards                   | Mejor serie infantil juvenil                  | Bia                    | Nominados |
| 2021 | Premios Lo más escuchado       | Serie del año                                 | Bia                    | Ganadores |
| 2021 | Premios Lo más escuchado       | Actriz del año                                | Isabela Souza          | Ganadora  |
| 2021 | Premios Lo más escuchado       | Actor del año                                 | Julio Peña             | Nominado  |
| 2021 | Premios Latin Plug             | Mejor actor - actriz del año                  | Rodrigo Rumi           | Nominado  |
| 2021 | Premios Latin Plug             | Mejor actor - actriz del año                  | Micaela Díaz           | Nominada  |
| 2021 | Premios Latin Plug             | Mejor actor - actriz del año                  | Valentina González     | Ganadora  |
| 2021 | SEC Awards                     | Mejor serie adolescente                       | Bia                    | Nominados |
| 2021 | SEC Awards                     | Mejor actor en serie adolescente              | Julio Peña             | Ganador   |
| 2021 | SEC Awards                     | Mejor actriz en serie adolescente             | Isabela Souza          | Ganadora  |
| 2021 | SEC Awards                     | Mejor actriz en serie adolescente             | Gabriella Di Grecco    | Nominada  |
| 2021 | Kids Choice Awards México      | Actriz favorita                               | Giulia Guerrini        | Nominada  |
| 2021 | Kids Choice Awards México      | Actor favorito                                | Julio Peña             | Nominado  |
| 2021 | Kids Choice Awards México      | Actor favorito                                | Guido Messina          | Nominado  |
| 2021 | Kids Choice Awards México      | Show favorito                                 | Bia: Un mundo al revés | Nominados |
| 2021 | Produ Awards                   | Serie juvenil                                 | Bia                    | Nominados |
| 2021 | Produ Awards                   | Actor revelación                              | Rhener Freitas         | Nominado  |
| 2021 | Produ Awards                   | Tema musical de programa                      | En tu cara             | Nominado  |
| 2021 | Premios Martín Fierro de Cable | Infantil/juvenil                              | Bia                    | Nominados |